# أركانا بوران سينج
أركانا بوران سينج هي ممثلة هندية، ولدت في 26 مارس 1962 في الهند.

## أعمال

### أفلام
- (2000) موهبتين[5]
- (2006) كريش[6]

## وصلات خارجية
- أركانا بوران سينج على موقع IMDb (الإنجليزية)
- أركانا بوران سينج على موقع ألو سيني (الفرنسية)
- أركانا بوران سينج على موقع أول موفي (الإنجليزية)
- أركانا بوران سينج على موقع قاعدة بيانات الفيلم (الإنجليزية)
- أركانا بوران سينج على موقع كينوبويسك (الروسية)